# Kuwayama (Klan)

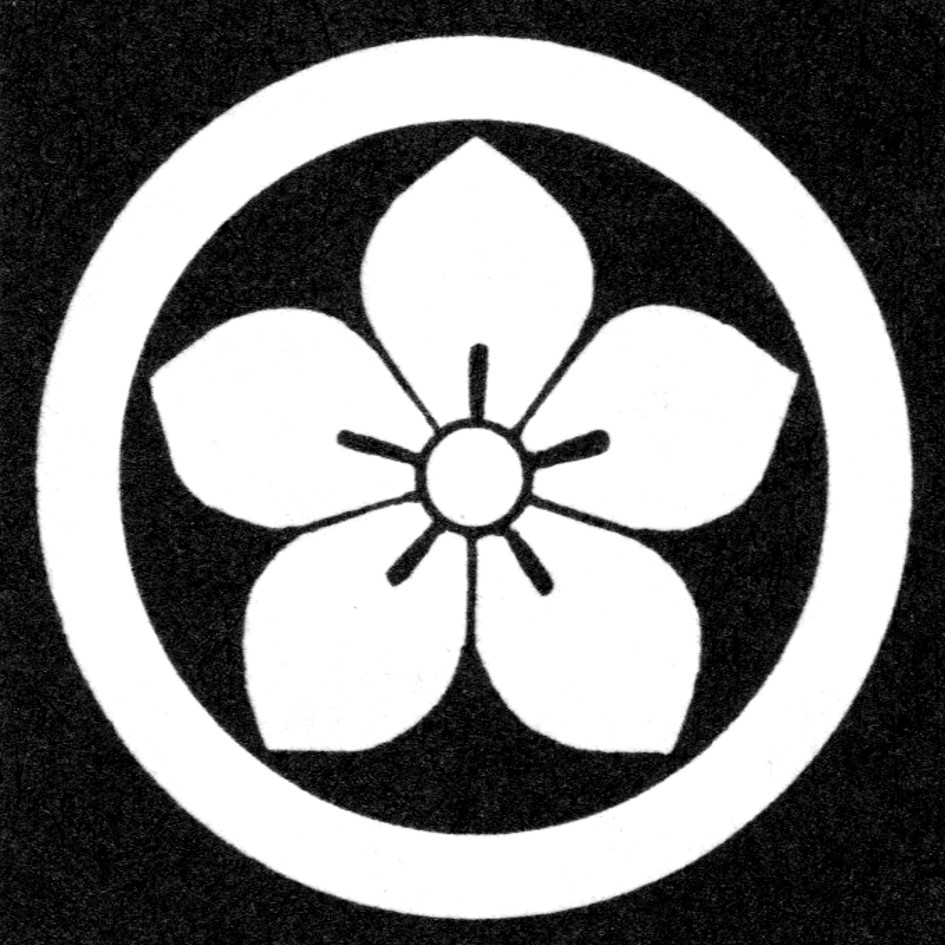
Kuwayama,
ältere Linie

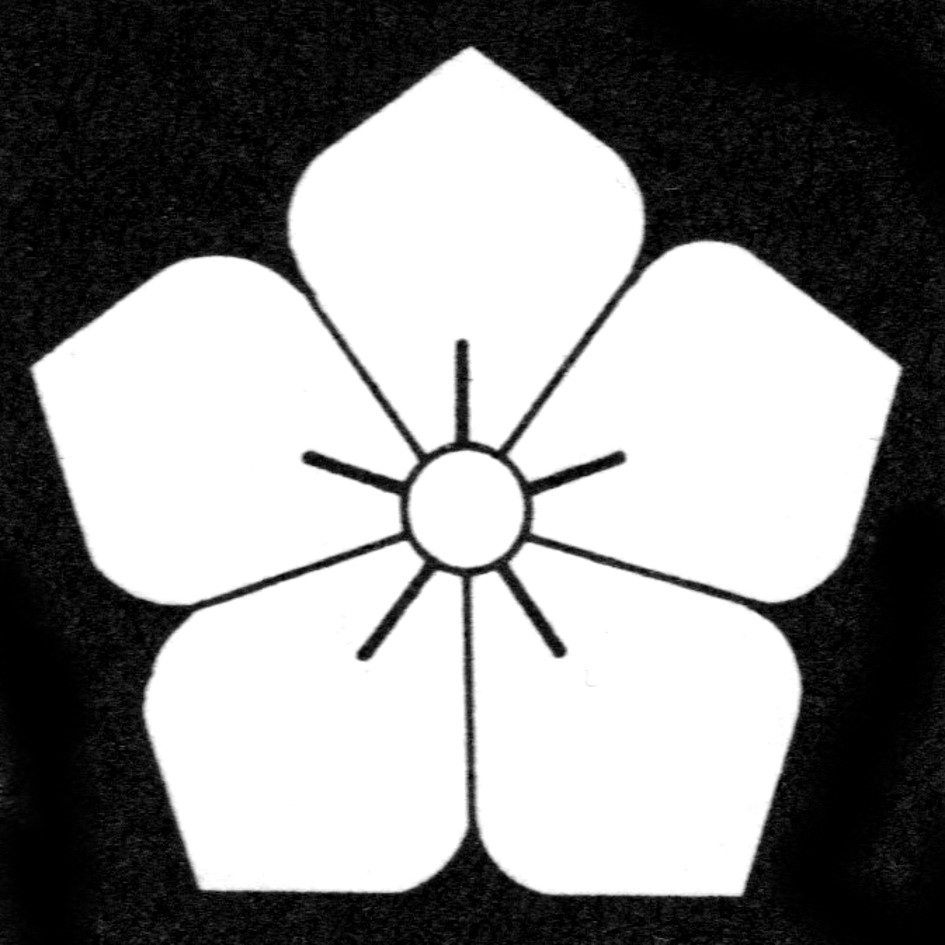
Kuwayama,
jüngere Linie

Die Kuwayama (japanisch 桑山氏, Kuwayama-shi) waren eine Familie des japanischen Schwertadels (Buke) aus Kuwayma in der Provinz Owari. Die Kuwayama gehörten während der Edo-Zeit mit einem Einkommen von 30.000 Koku zu den kleineren Tozama-Daimyō.

## Genealogie
- Shigeharu (重晴; 1524–1606) diente Toyotomi Hideyoshi. 1585 erbaute er, versehen mit einem Einkommen von 30.000 Koku, in der Stadt Wakayama in der Provinz Kii eine Burg. Im Jahr 1600 wurde er nach Yamato Fuse (大和布施) versetzt.
  - Der ältere Zweig, der ab 1600 in Shinjō (新庄; Provinz Yamato) mit 16.000 Koku residierte, umfasst folgende Personen. 1682 verlor die Linie ihren Daimyō-Status.
    - Kazushige (一重)
    - Kazuharu (一晴; 1575–1604)
    - Kazunao (一直; 1578–1636)
    - Kazuharu (一玄; 1611–1684)
    - Kazutada (一尹; 1645–1683)

  - Der jüngere Zweig residierte ab 1600 in Gose mit 20.000 Koku. Es herrschten die folgenden Daimyō:
    - Motoharu (元晴; 1563–1620)
    - Sadaharu (貞晴; 1604–1629), danach erlosch die Linie.